# عبد العزيز السيد (لاعب كرة قدم)
عبد العزيز السيد لاعب كرة قدم مصري ، ويلعب حاليًا لنادي بتروجيت في مركز الجناح الأيمن.
والظهير الأيسر 
كان من ضمن اللاعبين الأساسيين لنادي طلائع الجيش موسم 2014–2015 ، وانضم إلى فريق المصري أول الموسم التالي وحصل على مقدم تعاقده إلا أنه فسخ التعاقد مع النادي بالتراضي، وعاد لصفوف نادي الطلائع خلال فترة الانتقالات الشتوية، ثم انضم لنادي الداخلية لمدة 3 سنوات.